# Chiesa di San Marziale (Venezia)
La chiesa di San Marziale ovvero San Marcilliano (vulgo San Marzilian) è un edificio religioso della città di Venezia, situato nel sestiere di Cannaregio.

## Storia
Secondo la tradizione, San Marziale sarebbe stata fondata nel IX secolo e ricostruita nel 1133 su iniziativa della famiglia Bocchi. Nella stessa occasione, sarebbe stata elevata a parrocchiale, rimanendo comunque affiliata alla cattedrale di San Pietro di Castello.
Sin dalle origini fu anche collegiata, per cui vi era insediato un capitolo composto da due preti, un diacono e un suddiacono. In tempi più tardi, l'amministrazione si ridusse al solo parroco, talvolta con l'assistenza di un sacrista.
L'antica costruzione (a pianta basilicale a tre navate, con facciata tripartita), ridotta in cattivo stato, venne riedificata nel 1693 e consacrata il 28 settembre 1721 dal patriarca Pietro Barbarigo.
Uscita indenne dal periodo delle soppressioni napoleoniche, la parrocchia si ampliò nel 1819, comprendendo anche il territorio di San Marcuola e di Santa Sofia. Nel 1876 il patriarca Giuseppe Luigi Trevisanato sancì la traslazione della parrocchialità alla Madonna dell'Orto e San Marziale fu retrocessa a chiesa rettoriale quale è tuttora.

## Descrizione
Gli esterni sono molto sobri: le pareti si presentano intonacate e prive di ornamenti e anche il piccolo campanile a vela ha linee molto semplici.
Un'unica navata accoglie i visitatori, nel soffitto riquadri pittorici inseriti in cornici dorate di Sebastiano Ricci, 1700 circa.
L'altare maggiore poggia sulla parete di fondo del presbiterio ed è sovrastato da un enorme gruppo marmoreo attribuito a Tommaso Rues: Il Cristo sul mondo con angeli e santi. 
Dipinti di rilievo storico sono San Marziale in gloria tra i santi Pietro e Paolo, del Tintoretto, 1548-1549.
In sacrestia Angelo Raffaele e Tobia di Tiziano Vecellio, 1530 circa, di Sebastiano Ricci del 1700 sul soffitto, in posizione centrale, Padre eterno con angeli in gloria.

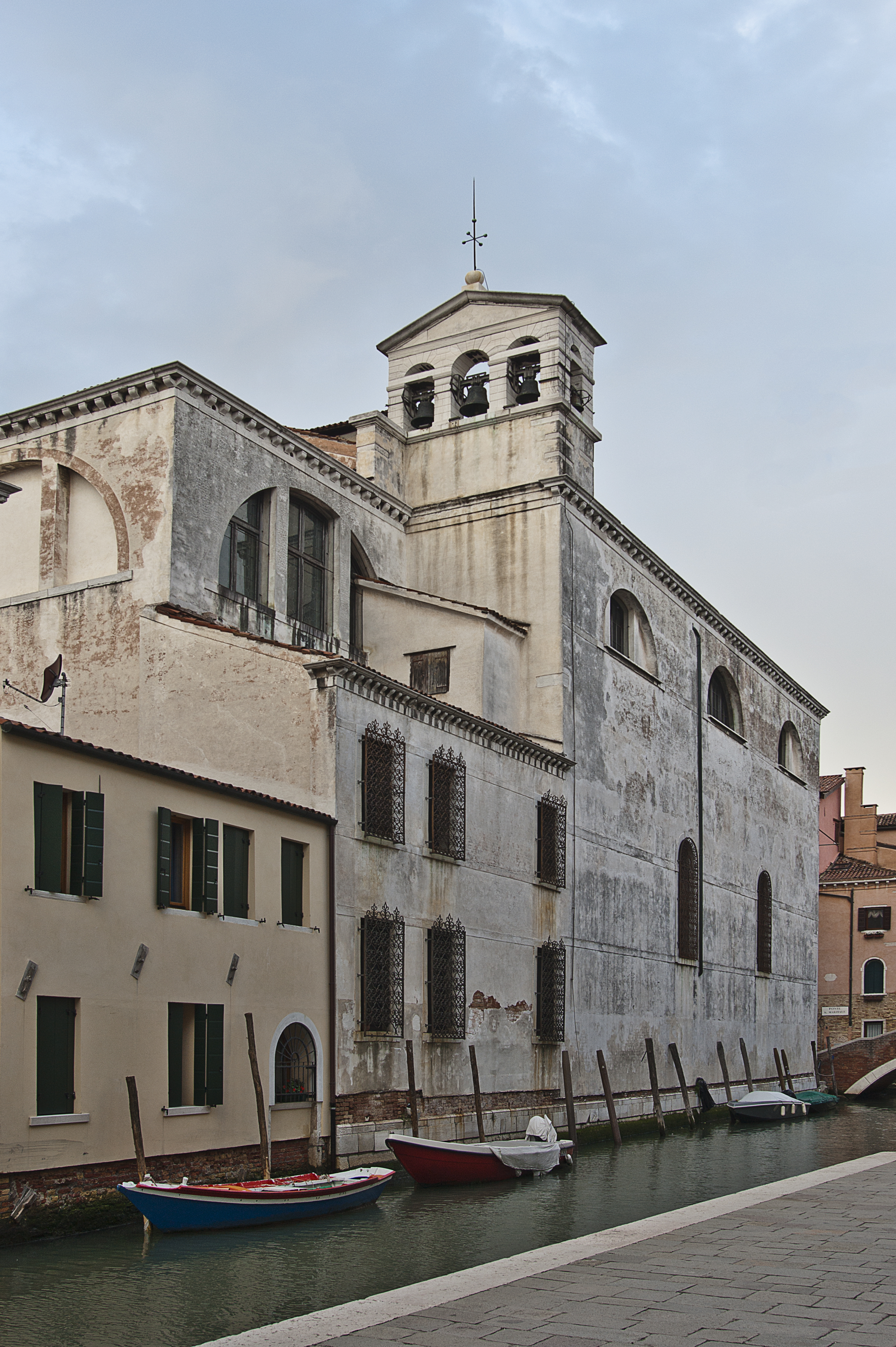
La chiesa vista da Fondamenta della Misericordia
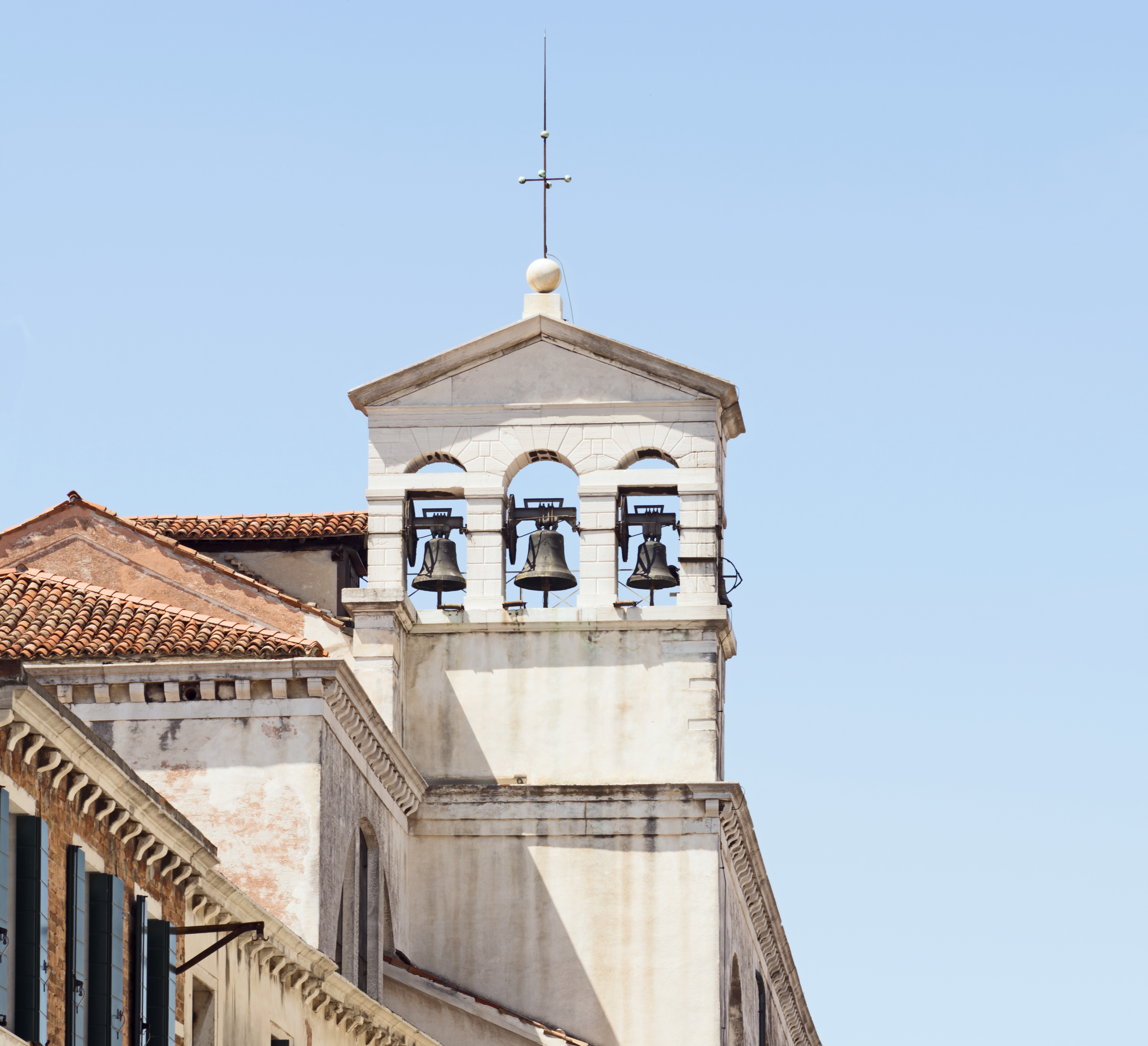
Il Campanile a vela
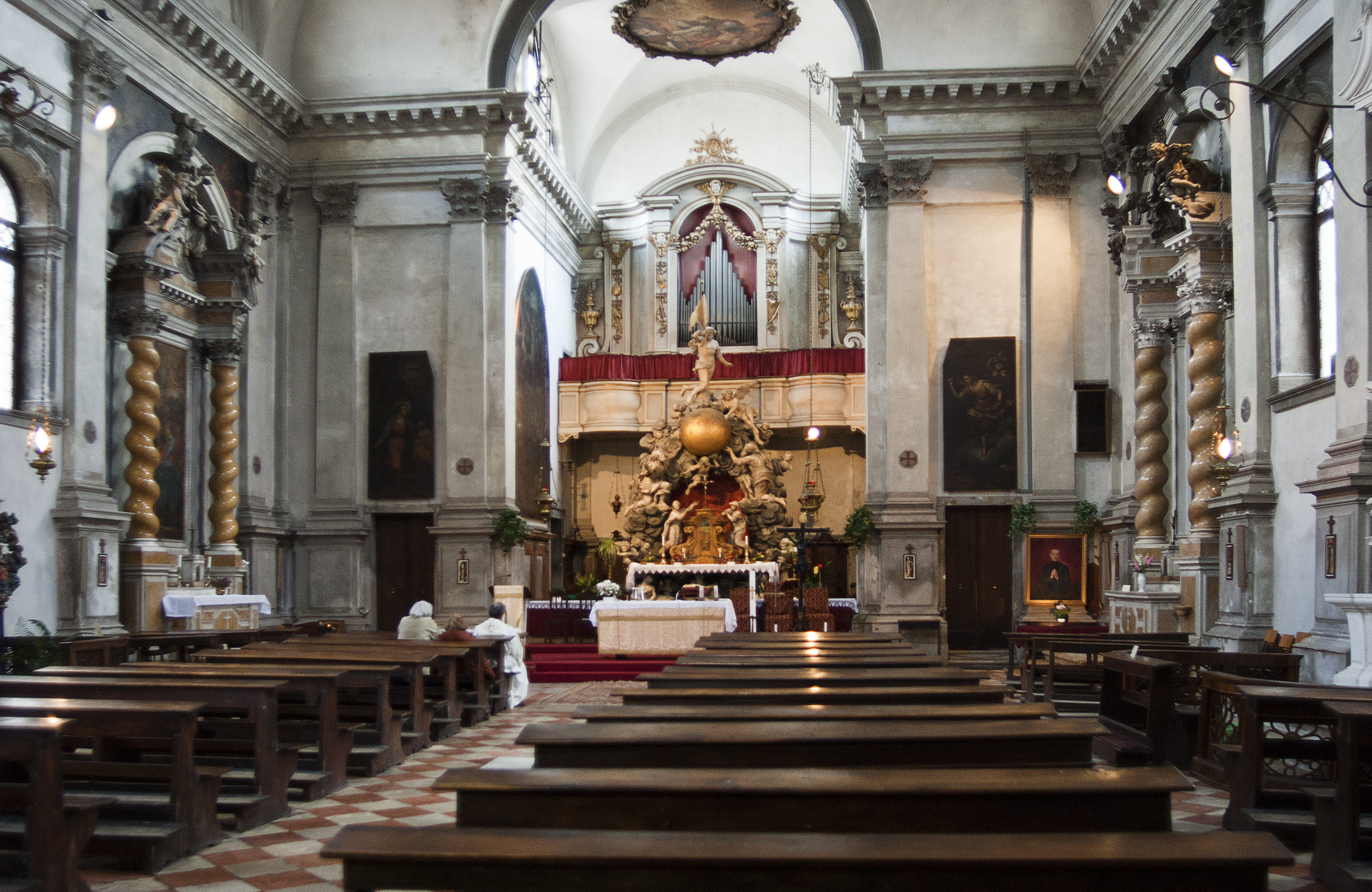
Interno

## Curiosità
Nel 1575 un veneziano di nome Vincenzo Franceschi ospitò un parente trentino, il quale era malato di peste e contagiò l'intera città, provocando oltre quarantacinquemila morti.
Qui vicino c'è uno dei vari ponte dei pugni di Venezia, dove Castellani e Nicolotti si scambiavano pugne in gare che vedevano i perdenti cadere nel canale sottostante.